# Schwabbruck
Schwabbruck é um município da Alemanha, situado no distrito de Weilheim-Schongau, no estado da Baviera. Tem 7,34 km² de área, e sua população em 2019 foi estimada em 964 habitantes.